# Southmatic
Southmatic és el setè àlbum d'estudi del raper estatunidenc B.o.B, publicat el 21 de juliol del 2019 sota les discogràfiques No Genre i The Dispensary. B.o.B gestionà ell mateix la producció, i l'àlbum compta amb dos artistes convidats: Grandmaster Caz i Brother Panic.
El disc rebrà puntuacions mixtes: els crítics remarcaren la producció de les cançons, que incloïen una gran varietat de ritmes del hip-hop clàssic i de diversos estils de rap, però criticaren el lirisme pedestre i tòpic que tractà temes superficials com l'autoproclamada superioritat de B.o.B o els seus actes sexuals.
L'àlbum fou precedit per tres senzills: «Soul Glo», «Magic Number» i «Ol' Dirty Bastard». Les tres cançons anteriors i «The Elephant» foren acompanyades per vídeos musicals.

## Llista de cançons
| Núm.          | Títol                                  | Durada |
| ------------- | -------------------------------------- | ------ |
| 1.            | «The Elephant»                         | 3:19   |
| 2.            | «Soul Glo»                             | 4:06   |
| 3.            | «I'm Bad»                              | 4:41   |
| 4.            | «Magic Number»                         | 3:40   |
| 5.            | «6 In The Morning»                     | 3:04   |
| 6.            | «Ray Charles»                          | 2:41   |
| 7.            | «UFO» (amb Grandmaster Caz)            | 3:33   |
| 8.            | «Throne Air»                           | 3:08   |
| 9.            | «Drinks On Me»                         | 2:19   |
| 10.           | «Frankie Limon»                        | 2:46   |
| 11.           | «Ol' Dirty Bastard»                    | 3:35   |
| 12.           | «Southmatic»                           | 3:13   |
| 13.           | «Organized Grime»                      | 2:56   |
| 14.           | «Grand Herbalizer» (amb Brother Panic) | 3:24   |
| 15.           | «I Still Love You»                     | 3:18   |
| 16.           | «Soul Glo (Extended Version)»          | 7:25   |
| Durada total: | Durada total:                          | 57:08  |